# Popondetta
Popondetta es una ciudad en Papúa Nueva Guinea y la capital de la provincia de Oro.
En 1954 el monte Lamington hizo erupción y mató a poco más de 4,000 personas. 
La ciudad se localiza en el Este de la isla de Nueva Guinea, y la región se hizo famosa durante la II Guerra Mundial por las bases militares instaladas en las cercanías.